# Herb gminy Walim
Herb gminy Walim – symbol gminy Walim.

## Wygląd i symbolika
Herb (w późniejszych wersjach statutu jako „znak gminy”) przedstawia na tarczy w polu jasnozielonym wizerunek sosny, podzielonej na dwie części: lewą białą z zielonym konturem i prawą zieloną, której brązowy pień stoi na żółtym polu. 